# Palmira FM
Palmira FM "La Comunitaria" es una radio comunitaria que transmite desde la ciudad de Nueva Palmira, al suroeste de Uruguay. Es representada por la organización de la sociedad civil "Voces Alternativas de Nueva Palmira". Esta emisora funciona dentro de Casa en Red, el único centro comunitario participativo de la localidad.

## Historia
La idea de hacer radio surge en 2008 a raíz de la falta de oportunidades que atravesaba la juventud en Nueva Palmira. El índice de suicidios en la localidad era muy elevado en relación con la cantidad de habitantes, y las emisoras de radiodifusión comercial no ofrecían pluralidad ni diversidad de opiniones.
En marzo de ese año, el grupo comenzó a materializar la iniciativa "un medio alternativo de comunicación, plural y sin fines de lucro". Para esto, se realizaron talleres, cursos y reuniones con la Asociación Mundial de Radios Comunitarias y con la Unidad Reguladora de Servicios de Comunicaciones, para poder lograr los objetivos en el marco de la entonces nueva Ley N° 18.232, que regula a los medios comunitarios.
El 4 de octubre de ese año, se realizó el primer lanzamiento al aire en frecuencia modulada 104.5 MHz, con una programación musical, informativa y de entretenimientos en general. Sin embargo, tres meses después del comienzo de la emisión, una emisora de radio comercial de la localidad realizó una denuncia ante URSEC a través de la Asociación de Radios del Interior (RAMI), especificando aparentes interferencias entre ambas radios. En abril de 2009, URSEC realizó las mediciones correspondientes, constatándose que la radio comunitaria no poseía "emisiones no deseadas" y que sus parámetros de emisión eran correctos. Si bien no existía interferencia alguna, como había denunciado la radio comercial, se detectó que la emisora comunitaria no había ingresado en el censo de radios comunitarias, por lo que URSEC ordenó regularizar el censo y pasar a formar parte de la lista oficial de radios comunitarias. Para ese entonces, la transmisión había sido interrumpida, con el fin de respetar todos los aspectos legales. En 2010 se realizó la Asamblea Nacional de Radios Comunitarias en Nueva Palmira, y se impulsó nuevamente el trabajo para sacar adelante el medio alternativo.
El 13 de septiembre del 2013, se autorizó el uso del canal CXC206-F a través de la organización de la sociedad civil "Voces Alternativas de Nueva Palmira" en la frecuencia modulada 89.1 MHz. Ante este hecho, el colectivo de trabajo finalizó el acondicionamiento del edificio, ubicado en Casa en Red, un edificio cedido en comodato al Club Palmirense por la empresa pública ANTEL, donde también funciona una oficina del MIDES y Centros MEC.
Finalmente, el 19 de abril de 2014, la radio lanzó al aire su programación en forma ininterrumpida y regularizada, en Frecuencia Compartida con el Ministerio de Educación y Cultura. En el año 2015, jóvenes de Palmira FM propusieron el proyecto "Radio Para Todos", que fue seleccionado a través del Fondo de Iniciativas Juveniles para el Desarrollo Rural, impulsado por la Dirección General de Desarrollo Rural del Ministerio de Ganadería, Agricultura y Pesca de Uruguay y el Instituto Nacional de la Juventud del Ministerio de Desarrollo Social. El proyecto consistía en trasladar la cultura comunitaria de comunicación al medio rural, alcanzando localidades sin medios de comunicación tales como Agraciada y Polanco, además de generar espacios de participación en localidades como Colonia del Sacramento.
En junio de 2018, la ministra de Educación y Cultura María Julia Muñoz visitó las instalaciones de Casa en Red y la radio en el marco del lanzamiento del proyecto "Todos por la Educación", y remarcó la importancia de la existencia de esta emisora. En septiembre de ese mismo año, se efectuó la inspección habilitante correspondiente, en la que se verificó que las condiciones eran adecuadas de acuerdo con los parámetros establecidos y bajo el nombre fantasía "Palmira FM".
En febrero de 2019, se formalizó la habilitación correspondiente con la firma del directorio de URSEC. En el mismo año, se iniciaron talleres de periodismo, producción de contenidos y locución avalados por Centros MEC, donde se formaron decenas de niñas, niños, jóvenes y adultos.

###### Las comunitarias durante el gobierno nacionalista
En el año 2020, tras la asunción del nuevo período de gobierno nacionalista en el país, encabezado por Luis Lacalle Pou, se inició una nueva etapa en las radios comunitarias del país. Palmira FM, junto a otras 33 organizaciones nacionales vinculados al activismo y a la defensa de los derechos humanos, firmó una carta de rechazo al envío de la Ley de Urgente Consideración (LUC), a la que consideraron una herramienta regresiva que debilitaba el debate parlamentario y amenaza derechos conquistados. Las radios comunitarias se vieron intimidadas luego del comunicado de URSEC del 7 de agosto, en el que se recuerda a las emisoras que el organismo controlaría el cumplimiento de la Ley Nº18.232, "así como el cumplimiento de los deberes y la no transgresión de las inhibiciones planteadas, sin perjuicio de la observancia del ordenamiento jurídico nacional aplicable". En agosto de 2021, AMARC Uruguay denunció que los artículos 147 a 150 del proyecto de Rendición de Cuentas eliminaban más del 40% de las adjudicaciones a radios comunitarias, afectando especialmente a emisoras del interior con frecuencias compartidas. La medida quitaba al MEC la potestad de administrar estas frecuencias y disponía su cierre en dos años, lo que fue considerado una violación al derecho a la comunicación. AMARC también rechazó declaraciones del Director Nacional de Telecomunicaciones que estigmatizaban al sector, y alertó sobre el proyecto de modificación de la Ley de Medios, que eliminaba espacios de participación social y favorecía la concentración mediática.

###### Orden de desalojo
En agosto del 2021, Casa en Red recibe por parte de ANTEL un sorpresivo aviso de desalojo con un plazo de un mes a través de un mensaje de correo electrónico, hecho que provocó rechazo por parte de organizaciones sociales, instituciones y medios de comunicación a nivel local, nacional e internacional. A raíz de este hecho, surgió una presión social muy grande, que incluyó manifestaciones en las calles de la ciudad, intervenciones de medios de comunicación, emisiones audiovisuales de artistas nacionales como Eduardo Larbanois, Freddy "Zurdo" Bessio, El Alemán, Pitufo Lombardo y Alvaro Pintos, deportistas como Sergio Rochet, Cristian "Cebolla" Rodríguez y Álvaro Fernández, comunicados de organismos internacionales como AMARC e incluso la utilización del término "censura", ya que la emisora de radio debería cesar su transmisión al ser retirado el espacio físico para las transmisiones, a pesar de que URSEC establecía tal domicilio a la radio. El 11 de agosto se realizó una manifestación frente al centro, que contó con participación de diversas instituciones, siendo transmitida por medios de todo el país e incluso medios de comunicación internacionales. Partidos políticos nacionales como el Frente Amplio, manifestaron su repudio ante estos hechos y apoyaron al colectivo de Casa en Red, realizando reuniones de oposición para poder solucionar la temática. Tras una larga lucha, finalmente el colectivo pudo mantener la Casa, sin dejar de trabajar y manteniendo las diversas propuestas educativas, artistas y transmisiones de radio. En el año 2023, Casa en Red finalmente designó una comisión directiva, pero la O.S.C. de la radio mantuvo su independencia. En agosto de 2025, la emisora publicó que el comodato para el usufructo de la casa estaba cercano a ser un hecho.

###### Referente regional del deporte
La emisora transmite los partidos de la Liga Palmirense de Fútbol, a través del Equipo Viva el Fútbol, que acompaña a los equipos en sus partidos fuera de la copa. Durante mucho tiempo, la radio se convirtió en el único medio local que transmite la Copa Departamental de clubes de OFI en Colonia. También transmitió la Copa Nacional de Clubes de OFI (B), acompañando al Club Atlético Polancos, que se consagró campeón nacional de esa categoría en 2025. A lo largo del seguimiento del equipo, los relatos fueron retransmitidas por emisoras de otros departamentos del país, e incluso de Concordia (Argentina). 

## Actualidad
Actualmente, la radio emite diversos contenidos de interés general, noticias, deportes, periodismo social y político, géneros musicales como reggae, rock y canto popular y entretenimiento. La radio comunitaria trabaja en forma colectiva con varias instituciones públicas u organizaciones sociales de toda la localidad y de las zonas aledañas. Las temáticas que reflejan la perspectiva de la radio son el feminismo, la juventud, el pluralismo, el ecologismo, la participación ciudadana, el deporte, la salud y el sindicalismo, entre otras. La comisión directiva está integrada por María Beatríz Laclau, María Cristina Adrover, Claudio Barale como productor técnico y Facundo González como responsable periodístico. 